# St. Nikolaus (Ameln)

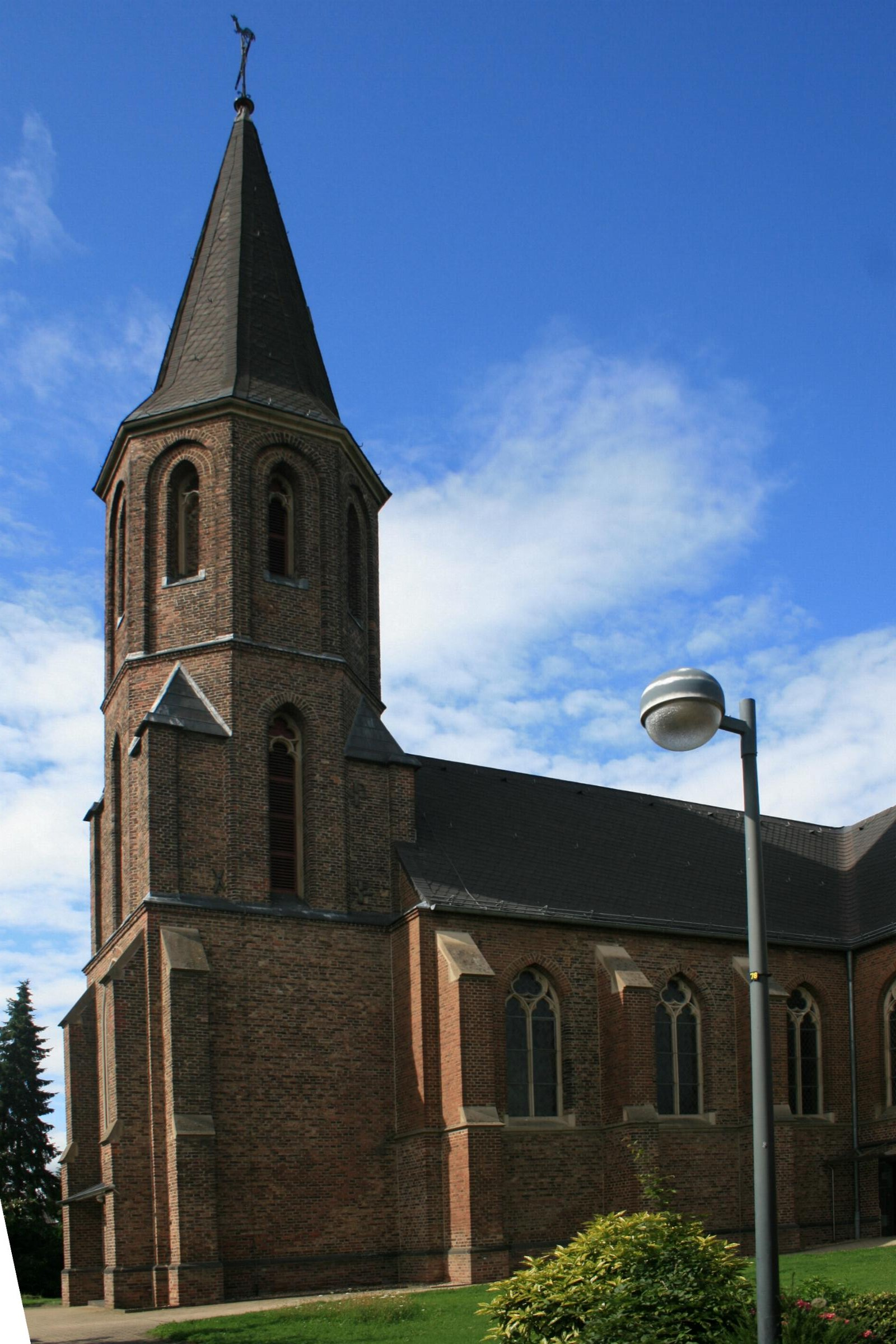
St. Nikolaus in Ameln

St. Nikolaus ist eine römisch-katholische Pfarrkirche in Ameln, einem Ortsteil der Gemeinde Titz im Kreis Düren in Nordrhein-Westfalen.
Die Kirche ist dem hl. Nikolaus von Myra geweiht und unter Nummer 14 in die Denkmalliste der Gemeinde Titz eingetragen. Sie wurde zwischen 1856 und 1857 nach Plänen von Vincenz Statz erbaut.

## Geschichte
Ameln gehörte seit jeher zur Pfarre St. Gereon Spiel, besaß aber seit mindestens 1246 eine eigene Kapelle, die dem Kölner Gereonstift inkorporiert war. Erst am 17. September 1855 wurde Ameln von der Pfarre Spiel losgelöst und zur eigenständigen Pfarrei erhoben.
Über das Aussehen der mittelalterlichen Kapelle ist nichts überliefert. Jedenfalls spendeten zwei ortsansässige Familien Land zum Bau der heutigen Kirche und des Pfarrhauses. Sie beauftragten den bekannten Kölner Architekten Vincenz Statz mit der Planung der neuen Kirche. Statz konnte 1855 dem Kirchenvorstand seine Pläne zum Neubau vorlegen. 1856 begann man mit den Bauarbeiten nach erfolgter Baugenehmigung durch kirchliche und staatliche Behörden. Schon ein Jahr später war die neue Pfarrkirche fertiggestellt. Die alte Kapelle wurde zwischenzeitlich abgerissen. Am 13. Juni 1860 erfolgte schließlich die Kirchweihe.
Während des Zweiten Weltkrieges wurde die Kirche am 6. und 10. Dezember 1944 durch Luftangriffe schwer beschädigt. Der Wiederaufbau erfolgte zwischen 1953 und 1958 unter Bauleitung von Georg Becker aus Mönchengladbach. Der neue Hochaltar wurde am 19. Oktober 1953 geweiht. 1972 und 1973 erfolgte eine weitere Restaurierung des Kirchenbaus.

## Baubeschreibung
St. Nikolaus ist eine einschiffige Kreuzkirche aus Backstein in Formen der Neugotik mit einem dreiseitig geschlossenem Chor im Osten und einem vorgebautem, dreigeschossigen Glockenturm, der im zweiten Geschoss vom Viereck in ein Achteck übergeht.

## Ausstattung
In der Kirche hat sich ein Teil der neugotischen Ausstattung erhalten, dazu zählen der steinerne Nikolausaltar aus der zweiten Hälfte des 19. Jahrhunderts, der Maria-Hilf-Altar aus gleicher Zeit, das Taufbecken aus dem Jahr 1856 sowie einige Figuren. Der Hochaltar wurde 1953 aufgestellt. Die Buntglasfenster sind Werke des Künstlers Pitt van Treeck.

## Orgel
Die Orgel wurde im Jahr 1956 von der Firma Orgelbau Ernst Seifert aus Bergisch Gladbach erbaut. Das Instrument verfügt über 19 Register und zusätzlich über zwei Extensionen und zwei Transmissionen. Die Spiel- und Registertraktur sind elektropneumatisch. 2020 wurde die Orgel durch die Firma Orgelbau Romanus Seifert & Sohn aus Kevelaer restauriert, die Elektrik erneuert und der Spieltisch von der Empore in den Kirchenraum versetzt.
| I Hauptwerk C–g3 |             |        |
| 1.               | Prinzipal   | 8′     |
| 2.               | Hohlflöte   | 8′     |
| 3.               | Oktave      | 4′     |
| 4.               | Quintade    | 4′     |
| 5.               | Nachthorn   | 2′     |
| 6.               | Nasat       | 1 1/3′ |
| 7.               | Mixtur 4-5f | 1′     |
| 8.               | Dulzian     | 16′    |

| II Positiv C–g3 |                 |    |
| 9.              | Singend Gedackt | 8′ |
| 10.             | Salizional      | 8′ |
| 11.             | Praestant       | 4′ |
| 12.             | Blockflöte      | 4′ |
| 13.             | Superoktave     | 2′ |
| 14.             | Sesquialter     | 2f |
| 15.             | Zimbel          | 3f |
| 16.             | Krummhorn       | 8′ |
|                 | Tremulant       |    |

| Pedal C–f' |                           |     |
| 17.        | Subbass                   | 16′ |
| 18.        | Gedacktbass               | 16′ |
| 19.        | Oktavbass                 | 8′  |
|            | Gedacktbass (Ext. Nr. 18) | 8′  |
|            | Choralbass (Ext. Nr. 19)  | 4′  |
|            | Dulzian (= Nr. 8)         | 16′ |
|            | Krummhorn (= Nr. 16)      | 4′  |

- Koppeln: II-I II-I Sub, I-P, II-P
- Spielhilfen: Auslöser, Handregistratur, Freie Kombination, Tutti

## Glocken
Im Glockenturm befinden sich 4 Bronze-Glocken aus zwei verschiedenen Jahrhunderten.
| Nr. | Name | Gussjahr | Gießer                                    | Durchmesser (mm) | Gewicht (kg, ca.) | Schlagton (HT-1/16) |
| --- | ---- | -------- | ----------------------------------------- | ---------------- | ----------------- | ------------------- |
| 1   | -    | 1959     | Karl Otto, Fa. F. Otto, Bremen-Hemelingen | -                | -                 | fis′                |
| 2   | -    | 1959     | Karl Otto, Fa. F. Otto, Bremen-Hemelingen | -                | -                 | a′                  |
| 3   | -    | 1959     | Karl Otto, Fa. F. Otto, Bremen-Hemelingen | -                | -                 | h′                  |
| 4   | -    | 13. Jh.  | Heinrich von Gerresheim, Köln             | 750              | 375               | cis′′               |

## Pfarrer
Folgende Priester wirkten bislang als Pastor an St. Nikolaus:
| von – bis | Name                                |
| --------- | ----------------------------------- |
| 1924–1940 | Wilhelm von Meer                    |
| 1940–1948 | Bernhard Pesch                      |
| 1948–1961 | Johann Schipperges                  |
| 1961–1968 | Anton Kurovczik                     |
| 1968–1986 | Johannes Stockebrand                |
| 1986–1989 | Vakant                              |
| 1989–2020 | Wolf-Dieter Telorac                 |
| Seit 2020 | Norbert Glasmacher (Pfarrverwalter) |